# Лунка-Фрумоасе
Лунка-Фрумоасе (рум. Lunca Frumoasă) — село у повіті Бузеу в Румунії. Входить до складу комуни Пирсков.
Село розташоване на відстані 102 км на північ від Бухареста, 28 км на північний захід від Бузеу, 117 км на захід від Галаца, 82 км на південний схід від Брашова.

## Населення
За даними перепису населення 2002 року у селі проживали 913 осіб, з них 912 осіб (99,9%) румунів. Усі жителі села рідною мовою назвали румунську.